# Apostolisch vicariaat Méndez
Het apostolisch vicariaat Méndez (Latijn: Vicariatus Apostolicus Mendezensis) is een rooms-katholiek apostolisch vicariaat met als zetel Macas, in Ecuador. Het apostolisch vicariaat is vrijgesteld en valt als immediatum direct onder de Heilige Stoel, zonder te behoren tot een kerkprovincie. Alle apostolisch vicarissen tot heden (2024) waren lid van de Salesianen van Don Bosco.

## Geschiedenis
Het apostolisch vicariaat werd opgericht op 17 februari 1893, als het apostolisch vicariaat Méndez y Gualaquiza, uit delen van het apostolisch vicariaat Napo. Op 12 april 1951 veranderde het van naam naar apostolisch vicariaat Méndez. 

## Parochies
Het apostolisch vicariaat had in 2020 een oppervlakte van 25.690 km2 en telde 163.115 inwoners waarvan 83,5% rooms-katholiek was.

## Apostolisch vicarissen
- Santiago Costamagna (18 maart 1895 - 1919)
- Domingo Comin (8 maart 1920 - 17 augustus 1963)
- José Félix Pintado Blasco (17 augustus 1963 - 24 januari 1981; coadjutor sinds 13 november 1958)
- Teodoro Luis Arroyo Robelly (24 januari 1981 - 1 juli 1993)
- Pietro Gabrielli (1 juli 1993 - 15 april 2008)
- Néstor Montesdeoca Becerra (15 april 2008 - heden)